# Matteo Kitz
Matteo Kitz (* 20. Jänner 2007 in Sankt Veit an der Glan) ist ein österreichischer Fußballspieler.

## Karriere

### Verein
Kitz begann seine Karriere bei der WSG Brückl. Zur Saison 2021/22 wechselte er in die Akademie des Bundesligisten SK Austria Klagenfurt, in der er fortan sämtliche Altersstufen durchlief. Im Mai 2022 debütierte er auch für die Amateure Klagenfurts in der fünftklassigen Unterliga. In dieser kam er bis Saisonende dreimal zum Zug, mit Klagenfurt II stieg er in die Kärntner Liga auf. In dieser absolvierte er in der Saison 2022/23 ein Spiel, primär spielte er wieder in der Akademie. Ab der Saison 2023/24 zählte er dann fest zum Kader des Viertligateams und absolvierte 28 Spiele für Austria II.
Im Dezember 2024 stand er gegen die WSG Tirol erstmals im Profikader der Kärntner. Sein Debüt in der Bundesliga gab er schließlich im selben Monat, als er am 16. Spieltag der Saison 2024/25 gegen den FC Blau-Weiß Linz in der 86. Minute für Simon Straudi eingewechselt wurde.

### Nationalmannschaft
Kitz debütierte im Oktober 2024 gegen Italien für die österreichische U-18-Auswahl.